# Morris Possoni
Morris Possoni (født 1. juli 1984) er en italiensk tidligere professionel cykelrytter.